# Somogymeggyes
Somogymeggyes község Somogy vármegyében, a Tabi járásban.

## Fekvése
Tabtól nyugatra, körülbelül 10 kilométerre található; dombokkal tarkított, erdőkkel határolt vidéken fekszik a Kis-Koppány völgyében.
Közúton a Kaposvár–Szántód közti 6505-ös útról Kapoly területén nyugatra letérve közelíthető meg, a 65 135-ös úton. Területét érinti a MÁV 35-ös számú Kaposvár–Siófok-vasútvonala is, amelynek egy megállási pontja van itt, Somogymeggyes megállóhely.

## Története
A közeli Csicsalpuszta középkori településről az 1055-ben keletkezett tihanyi alapítólevélből értesülhetünk először. 1310-ben a pannonhalmi apátságé volt a terület, később Alsó- és Felső-Köttcse néven rövid időre a székesfehérvári káptalan birtokába került. 1332-37-ben plébániája volt. Hosszas pereskedés folyt e vidékért a 14. században, majd 1435-ben Rozgonyi Istvánné Szentgyörgyi Cecilia lett a birtokosa, akit a király ezzel jutalmazott haditetteiért.
A török megszállás idején Batthyány Farkas volt a tulajdonos – miközben a hajdani hadiút elágazásánál fekvő puszták lakóinak nagy része elmenekült.
Az elvadult pusztákat a későbbi birtokosok igyekeztek benépesíteni, így a 19. század derekán Csicsal már újra 199 lakost számlált. A számos részbirtokos közül a legtöbb területe gróf Goetzon Gusztávnak volt, s maradt is 1945-ig. 1906-ban épült a Felsőmocsolád-Siófok közötti vasútvonal.
A mai község 1947-ben alakult az addig Kötcséhez tartozó Csicsalpuszta, Felső- és Középső-Csesztapuszta, Magyalpuszta, Pócapuszta és Sárkánypuszta területéből.

## Közélete

### Polgármesterei
- 1990–1994: Varga Sándor (független)[3]
- 1994–1998: Király János (független)[4]
- 1998–2002: Király János (független)[5]
- 2002–2006: Weisz József (független)[6]
- 2006–2010: Weisz József (független)[7]
- 2010–2014: Weisz József (független)[8]
- 2014–2019: Weisz József (független)[9]
- 2019–2024: Herczeg Károly (független)[10]
- 2024– : Herczeg Károly (független)[1]

## Népesség
A település népességének változása:
| Lakosok száma | 497  | 488  | 491  | 474  | 440  | 443  | 448  |
|               | 2013 | 2014 | 2015 | 2021 | 2022 | 2023 | 2024 |

A 2011-es népszámlálás során a lakosok 82,3%-a magyarnak, 1,4% németnek mondta magát (16,7% nem nyilatkozott; a kettős identitások miatt a végösszeg nagyobb lehet 100%-nál). A vallási megoszlás a következő volt: római katolikus 40,5%, református 4,7%, evangélikus 6,4%, felekezet nélküli 6,2% (28,8% nem nyilatkozott).
2022-ben a lakosság 89,8%-a vallotta magát magyarnak, 1,8% németnek, 0,5% cigánynak, 0,5% szerbnek, 2% egyéb, nem hazai nemzetiségűnek (8,9% nem nyilatkozott; a kettős identitások miatt a végösszeg nagyobb lehet 100%-nál). Vallásuk szerint 32,5% volt római katolikus, 5,9% evangélikus, 2,5% református, 0,2% görög katolikus, 17,3% egyéb keresztény, 0,5% egyéb katolikus, 14,1% felekezeten kívüli (27,3% nem válaszolt).